# Zawady (Janowo)
Zawady (deutsch Sawadden, 1938–1945 Herzogsau) ist eine Ortschaft der Landgemeinde Janowo im Powiat Nidzicki (Kreis Neidenburg) in der Woiwodschaft Ermland-Masuren in Polen.

## Geographische Lage
Zawady liegt in der südwestlichen Mitte der Woiwodschaft Ermland-Masuren, 13 Kilometer östlich der Kreisstadt Nidzica (deutsch Neidenburg). Am östlichen Ortsrand von Zawady liegt der Sawadder See (1938 bis 1945 Schönsee, polnisch Jezioro Zawadzkie).

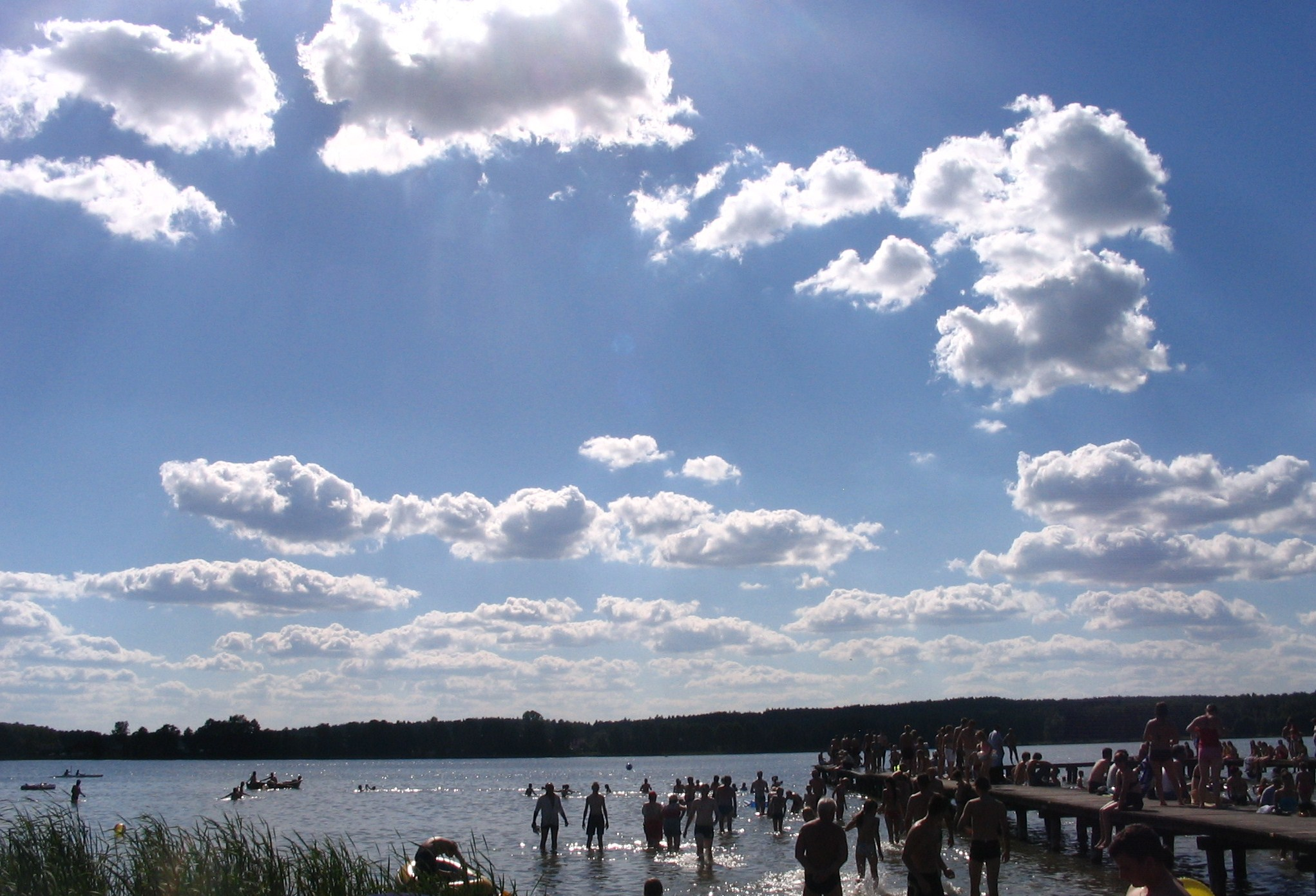
Der Jezioro Zawadzkie (Sawadder See/Schönsee) bei Zawady

## Geschichte
Als kleiner Ort namens Neudorf wurde das spätere Zawadden bzw. Sawadden im Jahre 1571 gegründet. 1874 wurde es in den neu errichteten Amtsbezirk Muschaken (polnisch Muszaki) im ostpreußischen Kreis Neidenburg eingegliedert.
Im Jahre 1910 waren in Sawadden 49 Einwohner gemeldet, im Jahre 1933 waren es bereits 126. Am 3. Juni – amtlich bestätigt am 16. Juli – 1938 wurde Sawadden aus politisch-ideologischen Gründen der Abwehr fremdländisch klingender Ortsnamen in „Herzogsau“ umbenannt. Die Einwohnerzahl belief sich 1939 auf 125.
Aufgrund der Bestimmungen des Versailler Vertrags stimmte die Bevölkerung im Abstimmungsgebiet Allenstein, zu dem Sawadden gehörte, bereits am 11. Juli 1920 über die weitere staatliche Zugehörigkeit zu Ostpreußen (und damit zu Deutschland) oder den Anschluss an Polen ab. In Sawadden stimmten 81 Einwohner für den Verbleib bei Ostpreußen, auf Polen entfielen keine Stimmen.
In Kriegsfolge kam das Dorf 1945 mit dem gesamten südlichen Ostpreußen zu Polen und erhielt die polnische Namensform „Zawady“. Heute ist das Dorf mit dem Sitz eines Schulzenamts (polnisch Sołectwo) eine Ortschaft im Verbund der Landgemeinde Janowo im Powiat Nidzicki (Kreis Neidenburg), bis 1998 der Woiwodschaft Olsztyn, seither der Woiwodschaft Ermland-Masuren zugehörig.

## Kirche
Bis 1945 war Sawadden resp. Herzogsau in die evangelisch Kirche Muschaken in der Kirchenprovinz Ostpreußen der Kirche der Altpreußischen Union, außerdem in die römisch-katholische Kirche Neidenburg im Bistum Ermland eingepfarrt. Heute gehört Zawady katholischerseits zur Pfarrei in Muszaki im jetzigen Erzbistum Ermland, evangelischerseits zur Kirchengemeinde in Róg, einer Filialgemeinde von Nidzica in der Diözese Masuren der Evangelisch-Augsburgischen Kirche in Polen.

## Verkehr
Zawady liegt südlich der Woiwodschaftsstraße 604 und ist von dort über den Anschluss Muszaki auf einer Nebenstraße in Richtung Janowo und Stara Wieś zu erreichen. Auch führt eine Nebenstraße von Stare Połcie über Smolany-Żardawy nach Zawady. Die nächste Bahnstation ist Muszaki an der Bahnstrecke Nidzica–Wielbark (PKP-Linie 225), die aktuell jedoch nicht befahren wird.